# Raphaël Granier de Cassagnac
Pour les autres membres de la famille, voir Famille Granier de Cassagnac.
Pour les articles homonymes, voir Cassagnac et Granier.
Raphaël Granier de Cassagnac, né le 1er janvier 1973 à Paris, est un écrivain de science-fiction et chercheur en physique des particules.

## Biographie

### L'auteur
Raphaël Granier de Cassagnac a commencé par écrire des nouvelles de Fantasy : « Crispin » in Jour de l'an 1000, éd. Nestiveqnen et le « Chevalier et l'enfant » in Royaumes, éd. Fleuve noir. Il a ensuite écrit des scénarios et des nouvelles pour divers jeux de rôle (Agone, Capharnaum). Il dirige la collection Ourobores chez Mnémos, d'ouvrages illustrés narrant la découverte à plusieurs voix de cités issues des littératures de l'imaginaire. Se tournant vers l'anticipation, il a écrit une nouvelle pour le numéro deux de la revue Usbek & Rica, et son premier roman, Eternity Incorporated, est sorti en juin 2011. Ses deux autres romans Thinking Eternity (2014) et Resilient Thinking (2022) se déroulent dans le même univers. Régulièrement, il publie des nouvelles chez divers éditeurs (ActuSF, la Volte, Rivière Blanche, les Belles Lettres...). En 2023, il crée la société SciFunGames dont la vocation est de raconter les sciences au plus grand nombre, grâce aux jeux vidéo. Son premier jeu, Exographer, est sorti le 26 septembre 2024.  

### Le physicien
Diplômé de l'École centrale de Paris en 1995, il obtient l'année suivante le DEA champs, particules, matière à l'université Paris VI. Il prépare sa thèse au CEA sur l'asymétrie matière-antimatière, plus précisément sur la mesure de la violation directe de CP avec l'expérience NA48 du CERN. Il la soutient en 2000 et entre au CNRS, au Laboratoire Leprince-Ringuet de l'École polytechnique. Il y rejoint l'équipe qui travaille sur l'expérience PHENIX au Laboratoire national de Brookhaven, dans l'état de New York et qui étudie le plasma de quarks et de gluons. En 2009, il poursuit ces recherches en initiant dans son laboratoire une activité sur les ions lourds auprès de l'expérience CMS du CERN, pour laquelle il obtient un financement du Conseil européen de la recherche. En 2010-11, il coordonne le groupe de travail de CMS sur les collisions d'ions lourds. Les premières collisions PbPb ont lieu en novembre 2010 et les premiers résultats sont présentés à la conférence Quark Matter en mai 2011. Au printemps 2012, il enseigne un semestre à l’université Columbia, à New York. Il obtient son habilitation à diriger les recherches en mai 2014, et est promu au grade de directeur de recherche en 2015. De 2016 à 2021, il préside la section 01 du Comité national du CNRS. Depuis 2014, il s'intéresse à la diffusion des sciences par le vecteur vidéoludique et dirige la réalisation d'un premier jeu sur la physique des particules. En 2019, il obtient une chaire d'enseignement et de recherche sur le thème " Science et Jeu vidéo " financée par la société Ubisoft, à l'École polytechnique. En 2023, il est promu directeur de recherche de première classe.    

## Romans
- Eternity Incorporated, Mnémos, 2011Nommé au prix Julia-Verlanger 2011
- Thinking Eternity, Mnémos, 2014Prix du Lundi 2014 et nommé au prix européen Utopiales des pays de la Loire 2015
- Resilient Thinking, Mnémos, 2022

## Albums en collaboration
- Abyme, le guide de la cité des ombres, (direction et rédaction, avec Muriel Algayres, Raphael Bardas et Nathalie Besson, illustré par Gérard Trignac), d'après l’œuvre de Mathieu Gaborit, collection Ourobores, édition Mnémos, 2009.
- Kadath, le guide de la cité inconnue, (direction et rédaction, avec David Camus, Mélanie Fazi et Laurent Poujois, illustré par Nicolas Fructus), d'après l'œuvre de H.P. Lovecraft, collection Ourobores, éditions Mnémos, 2010, (Prix Imaginales 2011).
- Un an dans les airs, (direction et rédaction, avec Raphaël Albert,  Jeanne-A Debats  et Johan Heliot, illustré par Nicolas Fructus), d'après l'œuvre de Jules Verne, collection Ourobores, éditions Mnémos, mars 2013.
- Europole, (participation, avec Raphaël Bardas, Arnaud Cuidet, Damien Desnous, Vincent Kaufmann, Mael le Mee, Jean-Baptiste Lullien, Tristan Lhomme, Jérôme Noirez, Willem Peerbolte, Frédéric Weil, illustré par Aurélien Police) collection Ourobores, éditions Mnémos, octobre 2013.
- La confrérie des bossus, (direction et rédaction, avec Mathieu Gaborit, illustration intérieur de Julien Delval, jaquette de protection par Nicolas Fructus), Collection Ourobores, éditions Mnémos, mai 2015.
- Jadis, Carnets et souvenirs picaresques de la ville infinie (direction et rédaction, avec Charlotte Bousquet, Mathieu Gaborit, Régis Antoine Jaulin, Franck Achard, Frédéric Weil et Nicolas Fructus pour les illustrations), Collection Ourobores, éditions Mnémos, novembre 2015.

## Nouvelles
- Crispin, 1999Publiée dans Jour de l'an 1000, aux éditions Nestiveqnen
- Le Chevalier et l'enfant, 2000Publiée dans Royaumes, anthologie dirigée par Stéphane Marsan, aux éditions Fleuve Noir
- L'empire du sommeil-levé, 2010Publiée dans le numéro 2 du magazine Usbek & Rica
- Beaucoup y ont cru, 2013Publiée dans Vampire à contre-emploi, anthologie des dix ans du festival de Sèvres, dirigée par Jeanne-A Debats, aux éditions Mnémos
- La Mort noire, 2014Publiée dans Faites demi-tour dès que possible, anthologie des dix ans des éditions la Volte
- Les fruits du hasard, 2016Publié dans l'anthologie Dimension Avenirs Radieux, aux éditions Rivière Blanche
- La machine de l'année, 2016Publié dans l'anthologie du festival Utopiales 2016, aux éditions ActuSF
- De Kadath à la Lune, 2017Publiée dans La Clef d'argent des Contrées du rêve, aux éditions Mnémos
- Phalanger en Istanie, 2017Publiée dans Contes d'Écryme, aux éditions Mnémos
- Œil pour œil, 2018Publiée dans Dimension technosciences @venir, aux éditions Rivière Blanche
- Premières Lettres, 2019Publiée dans Les Futurs des belles lettres, aux éditions Les Belles Lettres
- FeelGood, 2020Publiée dans Sauve qui peut. Demain la santé, aux éditions La Volte
- La faim justifie les moyens, 2020Publiée dans Nos Futurs, aux éditions ActuSF
- Itinéraire d'une migrante martienne, 2022Publiée dans Afrofurisme, anthologie des Imaginales 2022, aux éditions Mnémos
- Le dernier jour de Paris, 2023Publiée dans Le Futur de la Cité, anthologie des Imaginales 2023, aux éditions Au diable vauvert